# Campeonato da França de Ciclismo em Pista
Os Campeonatos da França de Ciclismo em Pista são organizados anualmente para determinar o campeão ciclista da França nos diferentes tipos de modalidade do ciclismo de pista.

## Masculino

### Sênior
| Ano                    | Ouro                | Prata                | Bronze                  |
| Perseguição individual |                     |                      |                         |
| 1992                   | Philippe Ermenault  | Pascal Potie         | Jean-Yves Mancais       |
| 1993                   | Philippe Ermenault  | Eddy Seigneur        | Francis Moreau          |
| 1994                   | Philippe Ermenault  | Francis Moreau       | Samuel Renaux           |
| 1995                   | Philippe Ermenault  | Francis Moreau       | Cyril Bos               |
| 1996                   | Philippe Ermenault  | Cyril Bos            | Jérôme Neuville         |
| 1997                   | Philippe Ermenault  | Jérôme Neuville      | Franck Perque           |
| 1998                   | Florian Rousseau    | Philippe Ermenault   | Jérôme Neuville         |
| 1999                   | Philippe Ermenault  | Francis Moreau       | Jérôme Neuville         |
| 2000                   | Philippe Gaumont    | Jérôme Neuville      | Philippe Ermenault      |
| 2001                   | Jérôme Neuville     | Damien Pommereau     | Cyril Bos               |
| 2002                   | Philippe Gaumont    | Jérôme Neuville      | Cyril Bos               |
| 2003                   | Jérôme Neuville     | Franck Perque        | Fabien Sanchez          |
| 2004                   | Fabien Sanchez      | Anthony Langella     | Damien Monier           |
| 2005                   | Damien Monier       | Fabien Sanchez       | Jonathan Mouchel        |
| 2006                   | Jonathan Mouchel    | François Lamiraud    | Sébastien Thomas        |
| 2007                   | Fabien Sanchez      | Benoît Daeninck      | Sébastien Thomas        |
| 2008                   | Damien Monier       | Maxime Bouet         | Fabien Sanchez          |
| 2009                   | Damien Gaudin       | Julien Duval         | Jérôme Cousin           |
| 2010                   | Damien Gaudin       | Julien Morice        | Julien Duval            |
| Contrarrelógio (1 km)  |                     |                      |                         |
| 2000                   | Arnaud Tournant     | Hervé Thuet          | Arnaud Duble            |
| 2003                   | Mickaël Bourgain    | Arnaud Tournant      | Mathieu Mandard         |
| 2004                   | Arnaud Tournant     | Sébastien Notin      | Hervé Gane              |
| 2005                   | François Pervis     | Sébastien Henriette  | Sébastien Notin         |
| 2006                   | François Pervis     | Kévin Sireau         | Michaël D'Almeida       |
| 2007                   | François Pervis     | Didier Henriette     | Sébastien Henriette     |
| 2008                   | Michaël D'Almeida   | Ghislain Boiron      | Adrien Doucet           |
| 2009                   | François Pervis     | Quentin Lafargue     | Charlie Conord          |
| 2010                   | Quentin Lafargue    | Thomas Bonafos       | Florian Vernay          |
| Velocidade             |                     |                      |                         |
| 1881                   | Frédéric De Civry   |                      |                         |
| 1882                   | Frédéric De Civry   |                      |                         |
| 1883                   | Paul Medinger       |                      |                         |
| 1884                   | Paul Medinger       |                      |                         |
| 1885                   | Paul Medinger       |                      |                         |
| 1887                   | Paul Medinger       |                      |                         |
| 1891                   | Paul Medinger       |                      |                         |
| 1892                   | Georges Cassignard  |                      |                         |
| 1893                   | Paul Medinger       |                      |                         |
| 1896                   | Edmond Jacquelin    |                      |                         |
| 1898                   | Ludovic Morin       |                      |                         |
| 1899                   | Paul Bourillon      |                      |                         |
| 1900                   | Edmond Jacquelin    |                      |                         |
| 1902                   | Edmond Jacquelin    |                      |                         |
| 1903                   | Victor Thuau        |                      |                         |
| 1904                   | Emile Friol         |                      |                         |
| 1905                   | Gabriel Poulain     |                      |                         |
| 1906                   | Emile Friol         |                      |                         |
| 1907                   | Emile Friol         |                      |                         |
| 1908                   | Léon Hourlier       |                      |                         |
| 1909                   | Victor Dupré        |                      |                         |
| 1910                   | Emile Friol         |                      |                         |
| 1911                   | Léon Hourlier       |                      |                         |
| 1912                   | André Perchicot     |                      |                         |
| 1913                   | Emile Friol         |                      |                         |
| 1914                   | Léon Hourlier       |                      |                         |
| 1922                   | Gabriel Poulain     |                      |                         |
| 1923                   | Maurice Schilles    |                      |                         |
| 1924                   | Gabriel Poulain     |                      |                         |
| 1925                   | Lucien Michard      |                      |                         |
| 1927                   | Lucien Michard      |                      |                         |
| 1928                   | Lucien Michard      |                      |                         |
| 1929                   | Lucien Michard      |                      |                         |
| 1930                   | Lucien Michard      |                      |                         |
| 1931                   | Lucien Faucheux     |                      |                         |
| 1932                   | Louis Gerardin      |                      |                         |
| 1933                   | Lucien Michard      |                      |                         |
| 1934                   | Lucien Michard      |                      |                         |
| 1935                   | Lucien Michard      |                      |                         |
| 1936                   | Louis Gerardin      |                      |                         |
| 1937                   | Louis Chaillot      |                      |                         |
| 1938                   | Louis Gerardin      |                      |                         |
| 1939                   | Guy Renaudin        |                      |                         |
| 1941                   | Louis Gerardin      |                      |                         |
| 1942                   | Louis Gerardin      |                      |                         |
| 1943                   | Louis Gerardin      |                      |                         |
| 1946                   | Louis Gerardin      |                      |                         |
| 1947                   | Georges Senfftleben |                      |                         |
| 1948                   | Georges Senfftleben |                      |                         |
| 1949                   | Louis Gerardin      |                      |                         |
| 1953                   | Jacques Bellenger   |                      |                         |
| 1954                   | Jacques Bellenger   |                      |                         |
| 1955                   | Jacques Bellenger   |                      |                         |
| 1956                   | Roger Gaignard      |                      |                         |
| 1957                   | Roger Gaignard      |                      |                         |
| 1958                   | Roger Gaignard      |                      |                         |
| 1959                   | Michel Rousseau     |                      |                         |
| 1960                   | Michel Rousseau     |                      |                         |
| 1961                   | Michel Rousseau     |                      |                         |
| 1962                   | Michel Rousseau     |                      |                         |
| 1963                   | Roger Gaignard      |                      |                         |
| 1964                   | Roger Gaignard      |                      |                         |
| 1965                   | Roger Gaignard      |                      |                         |
| 1966                   | Bernard Charreau    | Roger Gaignard       | Christian Gastadi       |
| 1967                   | Michel Rousseau     | André Gruchet        | Bernard Charreau        |
| 1970                   | Cyrille Guimard     | Gérard Billard       | Christian Davaine       |
| 1976                   | Serge Aubey         | Jean-Jacques Fussien | Jean-François Pescheux  |
| 1977                   | Serge Aubey         | Jean-Jacques Fussien | Jean-Louis Danguillaume |
| 1980                   | Daniël Morelon      |                      | Alain Patritti          |
| 1981                   | Francis Castaing    |                      |                         |
| 1982                   | Yavé Cahard         | Francis Castaing     | Yvon Bertin             |
| 1985                   | Yavé Cahard         | Philippe Vernet      | Patrick Da Rocha        |
| 1986                   | Patrick Da Rocha    | Dominique Lecrocq    | Philippe Lauraire       |
| 1992                   | Frédéric Magné      | Hervé Robert Thuet   | Frédéric Lancien        |
| 1993                   | Fabrice Colas       | Florian Rousseau     | Frédéric Magné          |
| 1994                   | Frédéric Magné      | Florian Rousseau     | Fabrice Colas           |
| 1995                   | Florian Rousseau    | Vincent Le Quellec   | Frédéric Lancien        |
| 1996                   | Florian Rousseau    | Frédéric Magné       | Hervé Robert Thuet      |
| 1997                   | Florian Rousseau    | Arnaud Tournant      | Frédéric Magné          |
| 1998                   | Florian Rousseau    | Vincent Le Quellec   |                         |
| 1999                   | Laurent Gané        | Arnaud Tournant      | Frédéric Magné          |
| 2000                   | Florian Rousseau    | Laurent Gané         | Frédéric Magné          |
| 2001                   | Laurent Gané        | Florian Rousseau     | Arnaud Tournant         |
| 2002                   | Laurent Gané        | Arnaud Tournant      | Florian Rousseau        |
| 2003                   | Laurent Gané        | Mickaël Bourgain     | Arnaud Tournant         |
| 2004                   | Laurent Gané        | Arnaud Tournant      | Mickaël Bourgain        |
| 2005                   | Arnaud Tournant     | Mickaël Bourgain     | Hervé Gané              |
| 2006                   | Kévin Sireau        | Grégory Baugé        | Arnaud Tournant         |
| 2007                   | Grégory Baugé       | Kévin Sireau         | Mickaël Bourgain        |
| 2008                   | Kevin Guillot       | Julien Palma         | Sébastien Marques       |
| 2009                   | Grégory Baugé       | Kévin Sireau         | Mickaël Bourgain        |
| 2010                   | Kévin Sireau        | Mickaël Bourgain     | Adrien Doucet           |
| Keirin                 |                     |                      |                         |
| 1998                   | Florian Rousseau    |                      |                         |
| 2000                   | Frédéric Magné      | Florian Rousseau     | Laurent Gané            |
| 2001                   | Vincent Le Quellec  |                      |                         |
| 2003                   | Laurent Gané        | Mickaël Bourgain     | John Giletto            |
| 2004                   | Mickaël Bourgain    | Hervé Gane           | Sébastien Henriette     |
| 2005                   | Mickaël Bourgain    | Arnaud Tournant      | Sébastien Notin         |
| 2006                   | Kévin Sireau        | Sébastien Notin      | Mickaël Bourgain        |
| 2007                   | Grégory Baugé       | Didier Henriette     | François Pervis         |
| 2008                   | Charlie Conord      | Thomas Bonafos       | Thierry Jollet          |
| 2009                   | Mickaël Bourgain    | Grégory Baugé        | Kévin Sireau            |
| 2010                   | Kévin Sireau        | Adrien Doucet        | Quentin Lafargue        |
| Corrida por pontos     |                     |                      |                         |
| 1996                   | Philippe Ermenault  |                      |                         |
| 1997                   | Philippe Ermenault  |                      |                         |
| 2000                   | Franck Perque       | Philippe Ermenault   | Laurent Genty           |
| 2001                   |                     | Sylvain Anquetil     |                         |
| 2002                   |                     | Sylvain Anquetil     |                         |
| 2003                   | Nicolas Meunier     | Anthony Langella     | Nicolas Reynaud         |
| 2004                   | Benoît Genauzeau    | Franck Champeymont   | Damien Pommereau        |
| 2005                   | Anthony Langella    |                      |                         |
| 2006                   | Franck Perque       | Alexandre Blain      | Sylvain Anquetil        |
| 2007                   | Benoît Daeninck     | Fabien Sanchez       | François Lamiraud       |
| 2008                   | Fabien Sanchez      | Kilian Patour        | Damien Gaudin           |
| 2009                   | Vivien Brisse       | Benoît Daeninck      | Guillaume Perrot        |
| 2010                   | Morgan Kneisky      | Kévin Lalouette      | Benoît Daeninck         |
| Scratch                |                     |                      |                         |
| 2008                   | Romain Sicard       | Guillaume Perrot     | Mathieu Delaroziere     |
| 2009                   | Morgan Kneisky      | Julien Duval         | Jonathan Mouchel        |
| 2010                   | Laurent Pichon      | Morgan Lamoisson     | Julien Duval            |

#### Perseguição por equipes
| Ano  | Ouro                                                         | Prata                                                          | Bronze                                                        |
| 2000 | Cote D'azur Barelli, Mickaël Bourgain, Lancien               | Lyonnais Fremion, Giletto, Notin                               | Flandre-Artois Tournant, Janowski, Tournant                   |
| 2001 | Lyonnais                                                     |                                                                |                                                               |
| 2005 |                                                              | Sébastien Henriette                                            |                                                               |
| 2006 |                                                              |                                                                | Didier Henriette, Sébastien Henriette                         |
| 2007 | Kenny Cyprien, Charlie Connord & Thierry Jollet              | Axel Sevieri, Thomas Bonafos & Didier Henriette                | Benjamin Bury, Yann Zoonekyndt & Alexandre Volant             |
| 2008 | Julien Palma, Sébastien Marques & Alexandre Piat             | Sullivan Clet, Faustin Mandil & Florian Vernay                 | Kévin Guillot, Guillaume Labat & Judicaël Le Champion         |
| 2009 | Bretanha Vincent Picaud, Kévin Guillot, Judicaël Le Champion | Orleanês Marc Sarreau, Julien Palma, Sébastien Marques         | Provença Michaël Valenza, Sébastien Court, Guillaume Gonzalez |
| 2010 | Région Centre Sebastien Marques, Julien Palma & Victor Palma | Ilha de França Erwann Aubernon, Benjamin Edelin & Dany Maffeïs | Bretanha Kévin Guillot, Kévin Le Sellin & Vincent Picaud      |

| Ano  | Ouro                                                                                           | Prata                                                                                       | Bronze |
| 2000 | Cofidis Philippe Gaumont, Robert Sassone, Francis Moreau & Damien Pommereau                    | Normandia Sylvain Anquetil, Cyril Bos, David Hubschwerlin & Fabien Merciris                 | Picardia Franck Perque, Christophe Capelle, Philippe Ermenault & Vincent Socquin                                    |
| 2004 | Aquitânia Fabien Patanchon, Matthieu Ladagnous, Cédric Agez, Mickaël Delage & Jonathan Mouchel | Normandia Vincent Soquin, Fabien Merciris, Cyril Bos & Yves Delarue                         | Orleanês Nicolas Rousseau, François Lamiraud, Michaël Chaussard & Damien Tristant                                   |
| 2005 | Mathieu Ladagnous, Anthony Langella, Fabien Sanchez & Mickaël Malle                            | Jonathan Mouchel, Cédric Agez, Fabien Patanchon & Yannick Marie                             | Mathieu Babin, Nicolas Rousseau, Kevin Rethoré & Sébastien Gréau                                                    |
| 2006 | Mickael Delage, Mathieu Ladagnous, Jonathan Mouchel, Sylvain Blanquefort & Mikaël Preau        | Maxime Lecoeur, Charly Legris, Ronan Guinaudeau, Sebastien Desplanques & Alexandre Bosquain | Yann Guyot, William Le Corre, Laurent Le Gac, Kevin Piriou & Yann Rault                                             |
| 2007 | Alexandre Lemair, Ronan Guinaudeau, Etienne Pieret & Maxime Lecoeur                            | Andy Flickinger, Vivien Brisse, Guillaume Perrot, François Lamiraud & Pierre-Luc Périchon   | Fabien Sanchez, Arnaud Depreeuw, Yann Meulemans & Jean-Marc Maurin                                                  |
| 2008 | País do Loire Damien Gaudin, Jérôme Cousin, Fabrice Jeandesboz & Sébastien Turgot              | Provença Jonathan Mouchel, Jonathan Balbuena, Maxime Bouet & Renaud Pioline                 | Costa Azul Arnaud Depreeuw, Fabien Sanchez, Sébastien Thomas & Thomas Vaubourzex                                    |
| 2009 | País de Loire Damien Gaudin, Jérôme Cousin, Bryan Nauleau & Angélo Tulik                       | Orleanês Alexis Jarry, Morgan Lamoisson, Maël Maziou & Alexandre Piat                       | Ródano-Alpes Morgan Kneisky, Guillaume Perrot, François Lamiraud & Kevin Fouache                                    |
| 2010 | Pays de la Loire Benoit Daeninck, Damien Gaudin, Julien Moric, Bryan Naulleau & Jeremie Souton | Normandy Julien Duval, Nicolas Giulia, Kevin Lalouette & Alexandre Lemair                   | Provence-Alpes-Côte d'Azur Jean-Edouard Antz, Jonathan Balbuena, Jonathan Brunel, Jonathan Mouchel & Fabien Sanchez |

#### Madison
| Ano  | Ouro                                      | Prata                                              | Bronze                                               |
| 2000 | Cofidis Damien Pommereau & Robert Sassone | Nova Caledônia Julien Tejada & Jean-Michel Tessier | Poitou-Charentes Benoît Genauzeau & Fabien Fernandez |
| 2003 | Jérôme Neuville & Nicolas Reynaud         | Mathieu Ladagnous & Fabien Patanchon               | Robert Sassone & Julien Tejada                       |
| 2004 | Mathieu Ladagnous & Fabien Patanchon      | Anthony Langella & Mickaël Delage                  | Fabien Fernandez & Benoît Genauzeau                  |
| 2005 | Jérôme Neuville & Laurent d'Ollivier      | Mathieu Ladagnous & Fabien Patanchon               | Benoît Dhaeninck & Yoann Victor                      |
| 2006 | Damien Gaudin & Thibaut Mace              | Laurent d'Ollivier & François Lamiraud             | Jonathan Mouchel & Sylvain Blanquefort               |
| 2007 | Ronan Guinaudeau & Alexandre Lemair       | Damien Gaudin & Thibaut Mace                       | Pierre Luc Perrichon & Guillaume Perrot              |
| 2008 | Damien Gaudin & Sébastien Turgot          | Pierre-Luc Perichon & Guillaume Perrot             | Nicolas Rousseau & Vincent Dauga                     |
| 2009 | Kevin Fouache & Morgan Kneisky            | Jérôme Cousin & Damien Gaudin                      | Rémi Badoc & Vivien Brisse                           |
| 2010 | Damien Gaudin & Benoît Daeninck           | Alexandre Lemair & Florent Gougeard                | Julien Duval & Nicolas Giulia                        |

### Júnior
| Ano                | Ouro                   | Prata              | Bronze             |
| Perseguição        |                        |                    |                    |
| 1976               | Alain Bondue           |                    |                    |
| 1977               | Alain Bondue           |                    |                    |
| 1979               | Philippe Chevallier    |                    |                    |
| 2000               | William Bonnet         | Nicolas Rousseau   | Ludovic Fraioli    |
| 2003               | Jonathan Mouchel       | Maxime Bouet       | Damien Gaudin      |
| 2004               | Maxime Bouet           | Guillaume Argouach | David Morreau      |
| 2005               | Vincent Dauga          |                    |                    |
| 2006               | Alexandre Lemair       |                    |                    |
| 2007               | Jérôme Cousin          |                    |                    |
| Quilo              |                        |                    |                    |
| 2000               | Sylvain Alonso         | Franck Durivaux    | Firmin Touchais    |
| 2003               | Didier Henriette       |                    |                    |
| 2004               | David Alexandre Cabrol | Denis Rivenaire    | Damien Roblot      |
| 2007               | Thierry Jollet         | Quentin Lafargue   | Charlie Conord     |
| Velocidade         |                        |                    |                    |
| 2000               | Dimitri Paul           | Franck Durivaux    | Sébastien Notin    |
| 2003               |                        | Didier Henriette   |                    |
| 2004               | David Alexandre Cabrol | Kévin Sireau       | Alexandre Volant   |
| 2007               | Charlie Conord         | Quentin Lafargue   | Thierry Jollet     |
| Corrida por pontos |                        |                    |                    |
| 2000               | Olivier Basck          | Laurent Duble      | Ludovic Fraioli    |
| 2003               | Jonathan Mouchel       | Florent Barle      | Alexandre Bosquain |
| 2007               | Kevin Fouache          | Julien Natviel     | Alexis Jarry       |

#### Perseguição por equipes
| Ano  | Ouro                                                                                             | Prata                                                                              | Bronze                                                                               |
| 2000 | Orleanês William Bonnet, Olivier Basck, Charly Carlier & Nicolas Rousseau                        | Flandre-Artois Grégory Bernard, Nicolas Fontaine, Sébastien Mille & Cédric Ritaine | Dauphine-Savoie Wilfried Marget, Laurent d'Olivier, Kevin Avarello & Frédéric Dubois |
| 2003 | Jonathan Mouchel, Mickael Delage, Yannick Marie & Mickaël Malle                                  |                                                                                    |                                                                                      |
| 2004 | Normandia Maxime Vievard, Maxime Lecoeur, Guillaume Desforges, Ronan Guinaudeau & Raphaël Lesage | País do Loire Damien Gaudin, Thibaut Mace, Bertrand Mallard & Simon Berson         | Bretanha Laurent Pichon, Yannick Simon, Gillaume Argouach, Yann Guyot & Yann Rault   |
| 2007 | Nicolas Giulia, Julien Duval, Florent Gougeard, Richard Fournier & Jérôme Mallet                 | Pierre Demay, Jordane Gate, Damien Le Fustec & Simon Gwenaël                       | Rémi Azema, Remi Badoc, Axel Clot Courant, Christian Spinosa & Ludovic Lepied        |

#### Madison
| Ano  | Ouro                                  | Prata                         | Bronze                             |
| 2003 | Mickael Delage & Jonathan Mouchel     | Mickaël Malle & Yannick Marie | Damien Gaudin & Renou              |
| 2004 | Guillame Perrot & Pierre-Luc Périchon | Jérémy Besson & Luc Lameloise | Julien Badoc & David Moreau        |
| 2007 | Pierre Demay & Damien Le Fustec       | Rémi Azema & Remi Badoc       | Jérôme Cousin & Kévin Francillette |

## Feminino

### Sênior
| Ano                    | Ouro                    | Prata                   | Bronze                  |
| Perseguição individual |                         |                         |                         |
| 1990                   | Roselyne Riou-Chalon    | Corinne Le Gal          | Chatherine Talon        |
| 1991                   | Marion Clignet          | Jeannie Longo-Ciprelli  | Cecile Odin             |
| 1992                   | Jeannie Longo-Ciprelli  | Marion Clignet          | Nathalie Gendron        |
| 1993                   | Nathalie Gendron        | Isabelle Nicoloso       | Fabienne Pigeonnier     |
| 1994                   | Jeannie Longo-Ciprelli  | Sonia Huguet            | Fabienne Pigeonnier     |
| 1995                   | Marion Clignet          | Catherine Marsal        | Jeannie Longo-Ciprelli  |
| 1996                   | Marion Clignet          | Jeannie Longo-Ciprelli  | Catherine Marsal        |
| 1997                   | Catherine Marsal        | Isabelle N`Guyen van Tu | Cathy Moncassin-Prime   |
| 1998                   | Jeannie Longo-Ciprelli  | Cathy Moncassin-Prime   | Isabelle N`Guyen van Tu |
| 1999                   | Jeannie Longo-Ciprelli  | Marion Clignet          | Laurence Restoin        |
| 2000                   | Marion Clignet          | Jeannie Longo-Ciprelli  | Isabelle Nicoloso       |
| 2001                   | Juliette Vandekerckhove | Jeannie Longo-Ciprelli  | Cathy Moncassin-Prime   |
| 2002                   | Cathy Moncassin-Prime   | Jeannie Longo-Ciprelli  | Sonia Huguet            |
| 2003                   | Juliette Vandekerckhove | Marion Clignet          | Cathy Moncassin-Prime   |
| 2004                   | Cathy Prime Moncassin   | Jeannie Longo-Ciprelli  | Edwige Pitel            |
| 2005                   | Jeannie Longo-Ciprelli  | Marina Jaunatre         | Isabelle N`Guyen van Tu |
| 2006                   | Cathy Moncassin-Prime   | Pascale Jeuland         | Jeannie Longo-Ciprelli  |
| 2007                   | Cathy Moncassin Prime   | Jeannie Longo-Ciprelli  | Pascale Jeuland         |
| 2008                   | Jeannie Longo-Ciprelli  | Cathy Moncassin-Prime   | Audrey Cordon           |
| 2009                   | Fiona Dutriaux          | Jeannie Longo-Ciprelli  | Pascale Jeuland         |
| 2010                   | Pascale Jeuland         | Aude Bianic             | Fiona Dutriaux          |
| Contrarrelógio (500 m) |                         |                         |                         |
| 1995                   | Félicia Ballanger       | Magali Humbert-Faure    | Nathalie Lancien-Even   |
| 1996                   | Félicia Ballanger       | Magali Humbert-Faure    | Christelle Ribault      |
| 1997                   | Félicia Ballanger       | Magali Humbert-Faure    | Nathalie Lancien-Even   |
| 1998                   | Félicia Ballanger       | Magali Humbert-Faure    | Christelle Ribault      |
| 1999                   | Félicia Ballanger       | Magali Humbert-Faure    | Christelle Ribault      |
| 2000                   | Félicia Ballanger       | Magali Faure            | Céline Nivert           |
| 2001                   | Magali Humbert-Faure    | Céline Nivert           | Mathilde Doutreluingne  |
| 2002                   | Céline Nivert           | Clara Sanchez           | Mathilde Doutreluingne  |
| 2003                   | Clara Sanchez           | Céline Nivert           | Mathilde Doutreluingne  |
| 2004                   | Clara Sanchez           | Céline Nivert           | Félicia Ballanger       |
| 2005                   | Céline Nivert           | Clara Sanchez           | Emilie Jeannot          |
| 2006                   | Clara Sanchez           | Emilie Jeannot          | Pascale Jeuland         |
| 2007                   | Sandie Clair            | Virginie Cueff          | Clara Sanchez           |
| 2008                   | Sandie Clair            | Virginie Cueff          | Clara Sanchez           |
| 2009                   | Sandie Clair            | Clara Sanchez           | Virginie Cueff          |
| 2010                   | Sandie Clair            | Clara Sanchez           | Virginie Cueff          |
| Velocidade             |                         |                         |                         |
| 2000                   | Félicia Ballanger       | Magali Faure            | Céline Nivert           |
| 2004                   | Clara Sanchez           | Céline Nivert           | Emilie Jeannot          |
| 2007                   | Clara Sanchez           | Virginie Cueff          | Sandie Clair            |
| 2008                   | Clara Sanchez           | Sandie Clair            | Virginie Cueff          |
| 2009                   | Clara Sanchez           | Virginie Cueff          | Sandie Clair            |
| 2010                   | Clara Sanchez           | Sandie Clair            | Virginie Cueff          |
| Corrida por pontos     |                         |                         |                         |
| 2000                   | Marion Clignet          | Isabelle Nicoloso       | Cathy Moncassin         |
| 2004                   | Sonia Huguet            | Jeannie Longo-Ciprelli  | Cathy Moncassin Prime   |
| 2007                   | Pascale Jeuland         | Cathy Moncassin Prime   | Sophie Creux            |
| 2008                   | Pascale Jeuland         | Emilie Blanquefort      | Elodie Henriette        |
| 2009                   | Pascale Jeuland         | Sophie Creux            | Flavie Montlusclat      |
| 2010                   | Fiona Dutriaux          | Aude Bianic             | Roxane Fournier         |
| Scratch                |                         |                         |                         |
| 2008                   | Edwige Pitel            | Sandie Clair            | Virginie Cueff          |
| 2009                   | Pascale Jeuland         | Fiona Dutriaux          | Sophie Creux            |
| 2010                   | Clara Sanchez           | Fiona Dutriaux          | Virginie Cueff          |

### Júnior
| Ano                    | Ouro                   | Prata                  | Bronze                 |
| Perseguição            |                        |                        |                        |
| 1994                   | Cathy Moncassin-Prime  |                        |                        |
| 2000                   | Juliette Vandekerkhove | Adeline Le Borgne      | Mélissa Seurin         |
| 2004                   | Pascale Jeuland        | Emmanuelle Merlot      | Angélique Aldana       |
| 2005                   | Pascale Jeuland        |                        |                        |
| 2008                   | Margot Ortega          | Aude Biannic           | Roxane Fournier        |
| Contrarrelógio (500 m) |                        |                        |                        |
| 2000                   | Mathilde Doutreluingue | Clara Sanchez          | Juliette Vandekerkhove |
| 2004                   | Elodie Henriette       | Marie Mélianie Verger  | Christel Pourais       |
| 2007                   | Magali Baudacci        | Typhenn Garel          | Fiona Duriaux          |
| 2008                   | Olivia Montauban       | Magalie Baudacci       | Laurie Berthon         |
| Velocidade             |                        |                        |                        |
| 2000                   | Juliette Vandekerkhove | Mathilde Doutreluingue | Clara Sanchez          |
| 2004                   | Elodie Henriette       | Marie Aurélie          | Christel Pourais       |
| 2007                   | Typhenn Garel          | Pauline Avarello       | Nolwenn Le Got         |
| 2008                   | Olivia Montauban       | Magalie Baudacci       | Laurie Berthon         |
| Corrida por pontos     |                        |                        |                        |
| 2000                   | Juliette Vandekerkhove | Albertine Bouedo       | Mélissa Seurin         |
| 2004                   | Florence Girardet      | Emmanuelle Merlot      | Cindy Morvan           |
| 2007                   | Elise Delzenne         | Fiona Dutriaux         | Nolwenn Le Got         |
| 2008                   | Pauline Avarello       | Margot Ortega          | Nolwenn Le Got         |